# Jan Berger
Jan Berger (Praga, 27 novembre 1955) è un ex calciatore cecoslovacco, di ruolo centrocampista.

## Carriera
Con la nazionale cecoslovacca ha preso parte agli Europei 1980 ed ai Mondiali 1982.

## Palmarès

### Club

#### Competizioni nazionali
- Campionato cecoslovacco: 3

Dukla Praga: 1978-1979
Sparta Praga: 1983-1984, 1984-1985
- Coppa di Cecoslovacchia: 2

Dukla Praga: 1979-1980
Sparta Praga: 1983-1984

#### Competizioni internazionali
- Coppa Piano Karl Rappan: 2

Sparta Praga: 1980, 1985

### Nazionale
- Oro olimpico: 1

Mosca 1980

### Individuale
- Calciatore cecoslovacco dell'anno: 1

1984